# Лисі гори
Лисі гори (англ. Bald Mountains) — гірський хребет, що піднімається вздовж кордону між Теннессі та Північною Кароліною на південному сході США. Є частиною провінції Блакитний хребет Південних Аппалачів. Лисі гори простягаються від річки Піджен на півдні до річки Нолічукі на півночі та охоплюють частини округів Кок, Грін і Юнікой в Теннессі та частини округів Медісон і Янсі в Північній Кароліні. Великі Димчасті Гори межують з хребтом на півдні, а Унакас піднімається навпроти Нолічукі на півночі. Свою назву хребет отримав через відносно часту появу трав’янистих лисин на найвидатніших вершинах.